# Refuge du Plan de l'Aiguille
Le refuge du Plan de l'Aiguille est un refuge situé en France dans le département de la Haute-Savoie en région Auvergne-Rhône-Alpes à 2 207 m d'altitude. Ce refuge est équipé de couvertures et de matelas mais il n'est pas chauffé. De là, il est possible de grimper l'aiguille du Plan ou l'aiguille du Midi.